# Moros y Cristianos de Villajoyosa

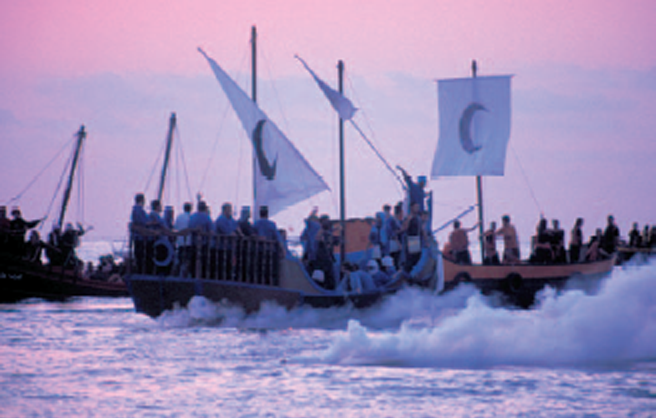
Desembarco pirata de los Moros y Cristianos en Villajoyosa.

Las fiestas de Moros y Cristianos de Villajoyosa, celebradas en honor a Santa Marta del 24 al 31 de julio, fueron declaradas de Interés Turístico Internacional en el año 2003. Estas fiestas, que en Villajoyosa tienen una antigüedad de 250 años, rememoran un importante ataque realizado por los piratas berberiscos, supuestamente al mando de Zallé Arraez, en 1538 que fue repelido por los habitantes de la villa, y tienen la particularidad de presentar un combate naval y un Desembarco en la playa. Lo que distingue a Villajoyosa es precisamente la celebración del Desembarco.
Los preparativos de la fiesta comienzan dos meses antes, en concreto el primer domingo de mayo, cuando tiene lugar la ofrenda floral en honor a las "Lágrimas de Santa Marta", a la que se le atribuye la victoria en 1538 sobre las naves de Zallé Arraez, aunque en realidad fue una riada lo que acabó con los navíos enemigos al encontrarse éstos anclados en la desembocadura del río.
Las fiestas comienzan con los desfiles de los bandos moro y cristiano, que se producen los días 25 y 26 de julio: las distintas agrupaciones que forman cada una de las comitivas recorren las calles siguiendo el son de la música. Y llegada la madrugada del 28, se realiza el Desembarco. Sobre las cinco de la mañana la gente empieza a acudir a la playa y, mientras los cristianos preparan la artillería de defensa en la orilla, más de 30 embarcaciones musulmanas se acercan a la costa. Tras tomar tierra, ambos ejércitos luchan hasta llegar a los pies del castillo, que finalmente es ocupado por los moros. Por la tarde, las tropas cristianas vuelven para reconquistar la fortaleza: primero, intentan que los ocupantes se rindan, pero al no tener éxito las negociaciones, comienza una gran batalla que termina con la derrota de los moros, que son devueltos simbólicamente al mar.

## El Desembarco
En el acto de representación del Desembarco, el ejército moro se embarca en el puerto de la ciudad en la madrugada del día 28 de julio. Mientras el ejército cristiano espera en su campamento a pie de playa, con su artillería y su arcabucería de defensa.
En la playa se puede disfrutar de un espectáculo repleto de luces, pirotecnia, sonido, tambores, fuego, simulacros de bombardeo, fuego cruzado... y en el mar más de treinta embarcaciones preparándose para el momento álgido de la madrugada: Cuando el primer rayo de sol aparece por el horizonte se produce el desembarque y la batalla en la orilla.

## Bandos Moros (11)
-Moros del Riff
-Moros de Touareg
-Pirates Berberiscos
-Artillería del Islam
-Moros Mercaders
-Moros Beduins
-Moros de Capeta
-Moros Pakkos
-Artillería Mora
-Guardia Negra
-Negres

## Bandos Cristianos (11)
-Pirates Corsaris
-Contrabando
-Pescadors
-Artillería Cristiana
-Caçadors
-Catalans
-Llauradors
-Marinos
-Destralers
-Voluntaris
-Almogàvers